# Мирово (Старозагорська область)
Ми́рово (болг. Мирово) — село в Старозагорській області Болгарії. Входить до складу общини Братя-Даскалові.

## Населення
За даними перепису населення 2011 року у селі проживали 755 осіб.
Національний склад населення села:
| Національність   | Кількість осіб | Відсоток |
| ---------------- | -------------- | -------- |
| болгари          | 693            | 92,2%    |
| турки            | 46             | 6,1%     |
| Всього відповіли | 752            |          |

Розподіл населення за віком у 2011 році:
Динаміка населення: